# Croton warmingii
Espèce
Croton warmingii est une espèce de plantes à fleurs du genre Croton et de la famille des Euphorbiaceae, présente dans les États brésiliens de São Paulo et du Minas Gerais.
Elle a pour synonyme :
- Oxydectes warmingii, (Müll.Arg.) Kuntze